# Indigofera dendroides
Espèce
Synonymes
- Indigofera dalabaca A.Chev.[1]
- Indigofera kengeleensis De Wild.[1]
- Indigofera sesbaniifolia A.Chev.[1]

Indigofera dendroides est une espèce de plantes à fleurs de la famille des Fabaceae et du genre Indigofera, présente en Afrique tropicale. 

## Description

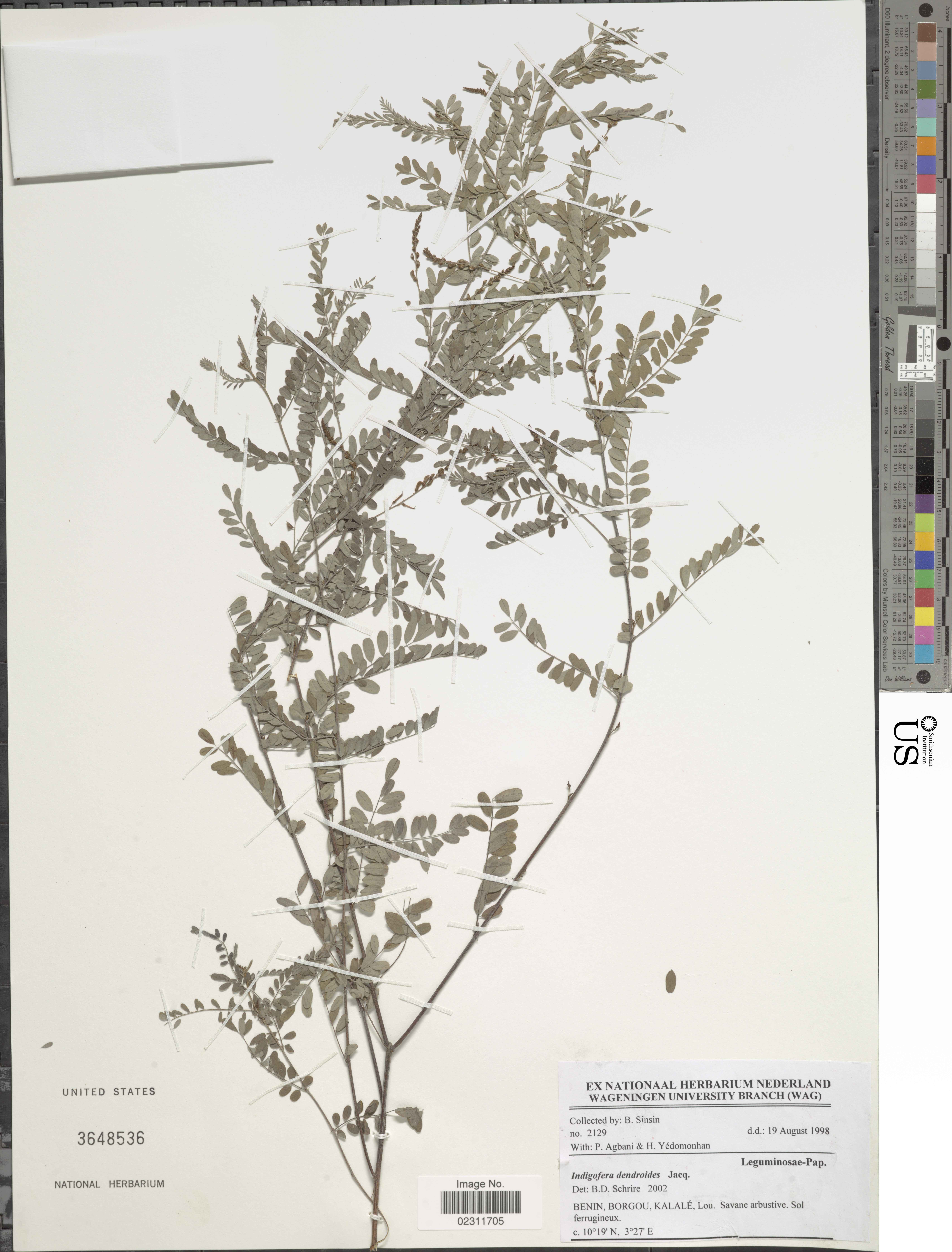
Spécimen récolté à Kalalé au nord-est du Bénin.

C'est une plante annuelle érigée, frêle à buissonnante, parfois ligneuse. Sa hauteur est comprise entre 20 et 150 cm.

## Distribution
Elle est très répandue en Afrique, au Sénégal, au sud de la Mauritanie jusqu'au Soudan et au Kenya, vers le Sud, en Angola, en Zambie, au Zimbabwe, au Mozambique.

## Habitat
On la trouve dans les savanes arbustives et herbeuses, sur des terrains perturbés et des inselbergs.

## Utilisation
Elle est utilisée comme fourrage pour le bétail et récoltée à l'état sauvage à des fins médicinales, notamment pour traiter le pian.